# Acacia sesquijuga
Acacia sesquijuga é uma espécie de leguminosa do gênero Acacia, pertencente à família Fabaceae.